# Sounds of the Season: The Taylor Swift Holiday Collection
Albums de Taylor Swift
Taylor Swift
(2006) Live from SoHo
(2008)
Sounds of the Season: The Taylor Swift Holiday Collection est le premier EP de la chanteuse américaine Taylor Swift. L'EP est sorti pour la première fois le 14 octobre 2007 par Big Machine Records, exclusivement pour les magasins Target aux États-Unis et également pour l'édition numérique en ligne. La sortie était à l'origine une édition limitée pour la saison des fêtes 2007, mais a été publiée à nouveau sur iTunes et Amazon en décembre 2008 et à nouveau en octobre 2009. Sounds of the Season: The Taylor Swift Holiday Collection comprend des reprises de chansons de Noël et deux chansons originales, Christmases When You Were Mine et Christmas Must Be Something More, de style country pop.
Les critiques musicales ont accueilli l'EP avec des réponses favorables, certains préférant même qu'il s'agisse d'un album complet. L'EP a été un succès commercial, atteignant le top 20 du Billboard 200 et la première place du Top Holiday Albums aux États-Unis. Certaines des chansons de Sounds of the Season: The Taylor Swift Holiday Collection ont été interprétées en direct dans divers lieux et événements. 

## Liste des pistes
| 1.    | Last Christmas                   | 3:29 |
| 2.    | Christmases When You Were Mine   | 3:06 |
| 3.    | Santa Baby                       | 2:41 |
| 4.    | Silent Night                     | 3:32 |
| 5.    | Christmas Must Be Something More | 3:53 |
| 6.    | White Christmas                  | 2:34 |
| 19:15 |                                  |      |

## Classements

### Classements hebdomadaires
| Classement (2007-2011)          | Meilleure position |
| ------------------------------- | ------------------ |
| États-Unis (Billboard 200)      | 20                 |
| États-Unis (Top Country Albums) | 14                 |
| États-Unis (Top Holiday Albums) | 1                  |

### Classement de fin d'année
| Classement (2010)          | Position |
| -------------------------- | -------- |
| États-Unis (Billboard 200) | 70       |
| Classement (2011)          | Position |
| États-Unis (Billboard 200) | 193      |

## Certifications
| Pays              | Certification | Unités certifiées |
| ----------------- | ------------- | ----------------- |
| États-Unis (RIAA) | Platine       | 1 000 000         |